# Большой Сен-Бернар
Большо́й Сен-Берна́р (нем. Grosser Sankt Bernhard, итал. Colle del Gran San Bernardo, фр. Col du Grand-Saint-Bernard) — перевал в Альпах, через который со времён Римской империи проходил главный путь, соединявший Север Италии с центральной Европой.
Высота перевала 2469 м над уровнем моря.
В 1905 году через перевал была построена дорога, которая связывает итальянскую Аосту (итал. Aosta, фр. Aoste) с швейцарским Мартиньи (фр. Martigny). В зимний период, с октября по май, дорога, как правило, закрыта.
Ниже перевала, на высоте 1915 м проходит тоннель одноименного названия (фр. Tunnel du Grand-Saint-Bernard), который был открыт в 1964 году.
В 1050 году Святым Бернардом из Ментона на перевале был основан монастырь, при нём горный приют, которые, как и перевал, получили его имя.
19 июня 1800 года, по желанию Наполеона, в часовне был похоронен французский генерал Дезе.
Здесь была выведена порода собак сенбернар, которые были обучены поиску людей в лавинах.

## Велоспорт
Перевал Большой Сен-Бернар был задействован на Гранд-турах 11 раз: 6 раз на Джиро д’Италия и 5 раз на Тур де Франс. Последний раз в 2009 году. Известные велосипедисты первыми поднимались на перевал в ходе гонки как на Джиро, так и Туре.

### Детали подъёма
Северный
Начинается в швейцарском городе Мартиньи, расположенного ниже Коль де Ла Форкла. Подъем на перевал составляет 41,5 км в длину со средним градиентом 4,8 % (максимальный до 10 %) и перепадом высот 1980 м. Кроме того, он достигает высоты 2473 метров, являясь одним из самых высоких в Альпах. Благодаря этим данным северный подъём считается колоссом Альп и одним из самых сложных перевалов в Европе.
Южный
Этот маршрут начинается в итальянском городе Аоста и столь же труден как и северный маршрут. Подъем на перевал составляет 33,1 км в длину с постоянным градиентом 5,7 % и перепадом высот 1874 м. На этом как и на противоположном склоне, снег является обычным явлением.

### Джиро д’Италия
| Год      | Этап | Первый на вершине     | Сторона |
| -------- | ---- | --------------------- | ------- |
| 1959     |      | Шарли Голь (LUX)      |         |
| 1963     |      | Вито Такконе (ITA)    |         |
| 1985     |      | Рафаэль Асеведо (COL) |         |
| 1996 (1) |      | Мариано Пикколи (ITA) |         |
| 1996 (2) |      | Лаурент Рукс (FRA)    |         |
| 2006     |      | Санди Касар (FRA)     |         |

### Тур де Франс
| Год  | Этап | Первый на вершине          | Сторона |
| ---- | ---- | -------------------------- | ------- |
| 1949 |      | Джино Бартали (ITA)        |         |
| 1959 |      | Карлос Моралес (ESP)       |         |
| 1963 |      | Федерико Баамонтес (ESP)   |         |
| 1966 |      | Мартин ван ден Боссе (BEL) |         |
| 2009 |      | Франко Пеллицотти (ITA)    |         |

## Галерея
- Перевал Большой Сен-Бернар летом
- Перевал в зимнее время
- Вид на перевал осенью
- На перевале
- Картина художника Жака-Луи Давида «Наполеон на перевале Сен-Бернар» (1800)
- Панорамный вид дороги (европейская трасса Е27) через перевал
- Собака сенбернар с прикреплённым к ошейнику бочонком